# Ludmiła Czursina
Ludmiła Aleksiejewna Czursina (ros. Людми́ла Алексе́евна Чурсина́; ur. 20 lipca 1941 w Duszanbe) – radziecka i rosyjska aktorka teatralna i filmowa.

## Wybrana filmografia
- 1961: Gdy drzewa były duże jako Zoya
- 1962: Dom na rozstajach jako pielęgniarka Nastia
- 1967: Mgławica Andromedy jako Luma Lasvi
- 1971: Goya jako Pepa

## Odznaczenia
- Ludowy Artysta RFSRR
- Ludowy Artysta ZSRR